# Lazes
Los lazes (en singular laz)(laz: ლაზი Lazi; georgiano: ლაზი, Lazi; turco: Laz; griego: Λἁσοι) es un subgrupo étnico del pueblo georgiano (en Turquía se consideran como un pueblo diferente de los georgianos) cuya lengua es el laz, una lengua de la familia kartveliana del Cáucaso cuyos miembros son el georgiano, el mingreliano y el svan. Son originarios de la zona del Lazistán.

## Historia
Aunque los kartvelianos habían sido anteriormente cristianos, desde la consolidación de la invasión turca en Anatolia –aproximadamente el siglo XVI– son en su mayor parte de confesión musulmana. Tras la conquista rusa de Batumi, hacia 1882, 40.000 lazes pasaron al Imperio Otomano, especialmente a las provincias turcas de Bursa, Yalova, Izmit y Adapazarı.
Se supone que la antigua Cólquida es el origen de los lazes y de los mingrelios.
Hasta inicios del siglo XX las mujeres lazes, al igual que las circasianas (o cherquesas) eran muy requeridas para los harenes turcos y persas ya que se apreciaba su belleza.
Su cultura, su lengua, su música y su gastronomía, los diferencian de otros pueblos de Anatolia y del Cáucaso. Destaca la labor del poeta y pintor georgiano de etnia Laz Hasan Helimişi (1907-1976).
A pesar de sus diferencias étnicas y culturales no tienen ninguna reivindicación nacionalista y están muy bien integrados con el pueblo turco y en el país, pese a tener reprimido el uso de su lengua.

## Distribución geográfica
Viven mayoritariamente en el nordeste de la actual Turquía sobre las costas del mar Negro siendo la principal y más antigua etnia del vilayato de Rize y la región autónoma de Ayaria, Georgia, aunque también existe una comunidad laz en otras partes de Georgia. 
- Turquía:
  - Provincia de Artvin : 
    - distrito de Arhavi (laze: Ark'abi),
    - distrito de Borcka (laze: Borçxa),
    - distrito de Hopa (laze: Xopa),

  - Provincia de Rize : 
    - distrito de Ardesen (laze: Art'ašeni),
    - distrito de Çamlıhemşin (laze: Vijadibi),
    - distrito de Findikli (laze: Vic'e / Vitze),
    - distrito de Pazar (laze: Atina)
- Georgia : 
  - Ayaria : villa de Sarp'i (3 000 habitantes) al sur de Batumi, Kvariati, Gonio y Makho, y pequeños grupos en Batumi y Kobuleti,
  - Pequeños grupos en Zugdidi y Tiflis.